# Седжмен, Фрэнк
Фрэнк А́ртур Се́джмен AM (англ. Frank Arthur Sedgman; р. 29 октября 1927, Монт-Альберт, Виктория) — австралийский теннисист.
Обладатель Большого шлема в мужском парном разряде за 1951 год (с Кеном Макгрегором), победитель 17 турниров Большого шлема в мужском и смешанном парном разряде с 1949 по 1952 год. Победитель пяти турниров Большого шлема в одиночном разряде. Трёхкратный обладатель Кубка Дэвиса в составе команды Австралии. Член Международного зала теннисной славы с 1979 года. 

## Спортивная карьера

### Любительская карьера
Фрэнк Седжмен начал заниматься теннисом в Блэкбернском теннисном клубе, который посещали его родители. Позже он принимал участие в летних детских турнирах. В 14 лет, по настоянию матери, Фрэнк связался со знаменитым тренером Гарри Хопманом и заявил, что уже способен обыграть большинство из учеников Хопмана и хочет у него тренироваться. Хопман согласился, и они разработали график тренировок, не пересекающийся с основной работой Фрэнка в местной газете «Аргус».
В 1945 году Фрэнк выиграл свой первый значительный турнир, став чемпионом штата Виктория среди юношей. К концу года он уже делил десятое место в рейтинге теннисистов Австралии. В 1946 году он стал чемпионом Австралии среди юношей, а в первом круге чемпионата Нового Южного Уэльса нанёс поражение легендарному австралийскому теннисисту довоенной эпохи Джеку Кроуфорду, посеянному под седьмым номером. В 1948 году он выиграл чемпионат Западной Австралии, а затем свой первый турнир Большого шлема, став победителем Уимблдонского турнира в паре с Джоном Бромвичем.
Седжмен доминировал в мировом любительском теннисе с 1949 по 1952 год. За это время он по восемь раз выиграл турниры Большого шлема в мужском парном разряде (семь из них с Кеном Макгрегором) и столько же титулов завоевал в смешанных парах (все — с Дорис Харт из США). В 1951 году Макгрегор и Седжмен стали первыми и пока последними обладателями Большого шлема в мужском парном разряде, а на следующий год, выиграв чемпионат Австралии, чемпионат Франции и Уимблдонский турнир, едва не повторили это достижение, проиграв лишь в финале чемпионата США австралийцу Мервину Роузу и американцу Вику Сейксасу (как сообщает сайт Australian Tennis History, Гарри Хопман после этого два месяца не разговаривал с Роузом). В 1951 году они с Дорис Харт также завершили завоевание «карьерного» Большого шлема в смешанном парном разряде, став победителями всех четырёх турниров, но не в один календарный год (выиграв чемпионат Австралии в два предыдущих сезона, в 1951 году они его пропустили).
Проиграв со сборной Австралии финальный матч Кубка Дэвиса в 1949 году, Седжмен затем выигрывал его три года подряд, став первым австралийцем с 1911 года, которому удалось это сделать. Матч 1951 года он выиграл фактически в одиночку, победив в обеих личных и парной встрече, в то время как Мервин Роуз проиграл обе своих одиночных встречи. Всего за время выступлений за сборную Седжмен провёл 28 игр, выиграв 25 из них (в том числе все девять встреч в парном разряде, где его партнёром был сначала Джон Бромвич, а потом Макгрегор).
Седжмен также выиграл с 1949 по 1952 год пять турниров Большого шлема в одиночном разряде. Самым успешным для него стал 1952 год, когда он был безоговорочным лидером мужского любительского тенниса, выиграв два из четырёх турниров Большого шлема в одиночном разряде, а в двух других уступив в финале разным соперникам. В этот год он стал последним теннисистом в истории, выигравшим Уимблдонский турнир во всех трёх разрядах за один год, а в 1951 году он стал первым австралийцем, выигравшим чемпионат США в одиночном разряде.
Во второй половине 1952 года Седжмен получил предложение перейти в профессионалы. Чтобы этого избежать, Гарри Хопман организовал сбор средств, на которые на имя будущей невесты Седжмена была куплена бензоколонка. Тем не менее в 1953 году Седжмен принял приглашение присоединиться к профессиональному турне в качестве претендента на титул лучшего теннисиста-профессионала.

### Профессиональная карьера
Соперником Седжмена по турне 1953 года был Джек Креймер, первая ракетка мира среди профессионалов нескольких последних лет. Креймер остался победителем по итогам турне, выиграв 54 матча и проиграв 41, но по условиям контракта Седжмен получил бо́льшую сумму, нежели защищавшийся чемпион, 102 тысячи долларов, став первым в истории теннисистом, заработавшим больше 100 тысяч долларов за сезон. Седжмен также выиграл в 1953 году чемпионат Уэмбли — один из трёх престижнейших турниров в профессиональном теннисе того времени, входивший в «профессиональный Большой шлем», и турнир во Франции, который некоторые источники называют чемпионатом Франции среди профессионалов 1953 года (по другим источникам, в этот год профессиональный чемпионат Франции не проводился).
В 1954 году Седжмен сам организовал профессиональное турне по Австралии, поскольку Креймер взял тайм-аут после организации двух предыдущих турне. В турне Седжмена, спонсируемом местным спортивным импресарио Тедом Уотерфордом, участвовали также Мкгрегор и американцы Панчо Гонсалес и Панчо Сегура. В дальнейшем Седжмен оставался одним из ведущих теннисистов-профессионалов, продолжая выступать до середины 1960-х годов. Ему не удалось стать единоличным лидером профессионального тенниса — это место после ухода Креймера на много лет занял Панчо Гонсалес. Тем не менее Седжмен ещё пять раз выходил в финал турниров профессионального Большого шлема (трижды его соперником, как и в первом финале на Уэмбли, был Гонсалес и дважды — Тони Траберт) и вторично выиграл чемпионат Уэмбли в 1958 году.
С 1966 по 1969 год Седжмен не выступал в крупных турнирах, но вернулся на корт в 1970 году, уже после начала Открытой эры, когда профессионалы и любители получили право выступать в одних и тех же турнирах. Он продолжал играть в Открытом чемпионате Австралии до 1976 года, а свой последний матч в профессиональном турнире провёл в 1978 году в Хобарте (Австралия).
С 1974 года Седжмен принимал участие в профессиональном туре среди ветеранов в возрасте 45 лет и старше — туре Grand Masters. Он трижды (в 1975, 1977 и 1978 годах) выиграл финальный турнир этого тура, разыгрывавшийся между восемью сильнейшими игроками, и заработал за шесть лет участия в нём 250 тысяч долларов. В 1990 году в возрасте 62 лет он вышел на корт в рамках турнира ATP Challenger в Салоу (Испания) в паре с аргентинцем Франсиско Юнисом, но они, как и следовало ожидать, выбыли из борьбы в первом же круге.
После окончания спортивной карьеры Седжмен занялся бизнесом. Ему удалось получить значительный доход от придуманных им цветных соломинок для напитков, получивших название «Sedgie Straws».

## Стиль игры
Подобно многим теннисистам после Джека Креймера, Фрэнк Седжмен предпочитал стиль игры, известный как serve-and-volley, заключающийся в быстром выходе к сетке после подачи. Креймер писал, что Седжмен был самым быстрым игроком, которого он знал, и после того, как он выходил к сетке — даже после второй подачи или удара закрытой ракеткой, который у него был не особенно сильным, — он уже не пропускал ни одного мяча, заканчивая розыгрыш, как правило, уже первым ударом. Седжмен использовал так называемую континентальную хватку, держа ракетку одинаково и при форхенде, и при бэкхенде.

## Признание заслуг
В 1979 году Фрэнк Седжмен был произведён в члены ордена Австралии. В том же году его имя было внесено в списки Международного зала теннисной славы, а в 1985 году — в списки Зала спортивной славы Австралии.

## Участие в финалах турниров Большого шлема за карьеру (33)

### Одиночный разряд (8)

#### Победы (5)
| Год  | Турнир                  | Соперник в финале | Счёт в финале      |
| ---- | ----------------------- | ----------------- | ------------------ |
| 1949 | Чемпионат Австралии     | Джон Бромвич      | 6-3, 6-2, 6-2      |
| 1950 | Чемпионат Австралии (2) | Кен Макгрегор     | 6-3, 6-4, 4-6, 6-1 |
| 1951 | Чемпионат США           | Вик Сейксас       | 6-4, 6-1, 6-1      |
| 1952 | Уимблдонский турнир     | Ярослав Дробны    | 4-6, 6-2, 6-3, 6-2 |
| 1952 | Чемпионат США (2)       | Гарднар Маллой    | 6-1, 6-2, 6-3      |

#### Поражения (3)
| Год  | Турнир              | Соперник в финале | Счёт в финале        |
| ---- | ------------------- | ----------------- | -------------------- |
| 1950 | Уимблдонский турнир | Бадж Патти        | 1-6, 10-8, 2-6, 3-6  |
| 1952 | Чемпионат Австралии | Кен Макгрегор     | 5-7, 10-12, 6-2, 2-6 |
| 1952 | Чемпионат Франции   | Ярослав Дробны    | 2-6, 0-6, 6-3, 4-6   |

### Мужской парный разряд (14)

#### Победы (9)
| Год  | Турнир                  | Партнёр       | Соперники в финале            | Счёт в финале            |
| ---- | ----------------------- | ------------- | ----------------------------- | ------------------------ |
| 1948 | Уимблдонский турнир     | Джон Бромвич  | Том Браун Гарднар Маллой      | 5-7, 7-5, 7-5, 9-7       |
| 1950 | Чемпионат США           | Джон Бромвич  | Гарднар Маллой Билл Талберт   | 7-5, 8-6, 3-6, 6-1       |
| 1951 | Чемпионат Австралии     | Кен Макгрегор | Джон Бромвич Адриан Квист     | 11-9, 2-6, 6-3, 4-6, 6-3 |
| 1951 | Чемпионат Франции       | Кен Макгрегор | Гарднар Маллой Дик Сэвитт     | 6-2, 2-6, 9-7, 7-5       |
| 1951 | Уимблдонский турнир (2) | Кен Макгрегор | Ярослав Дробны Эрик Стёрджесс | 3-6, 6-2, 6-3, 3-6, 6-3  |
| 1951 | Чемпионат США (2)       | Кен Макгрегор | Дон Кэнди Мервин Роуз         | 10-8, 6-4, 4-6, 7-5      |
| 1952 | Чемпионат Австралии (2) | Кен Макгрегор | Дон Кэнди Мервин Роуз         | 6-4, 7-5, 6-3            |
| 1952 | Чемпионат Франции (2)   | Кен Макгрегор | Гарднар Маллой Дик Сэвитт     | 6-3, 6-4, 6-4            |
| 1952 | Уимблдонский турнир (3) | Кен Макгрегор | Вик Сейксас Эрик Стёрджесс    | 6-3, 7-5, 6-4            |

#### Поражения (5)
| Год  | Турнир                  | Партнёр           | Соперники в финале              | Счёт в финале             |
| ---- | ----------------------- | ----------------- | ------------------------------- | ------------------------- |
| 1947 | Чемпионат Австралии     | Ф. Скиллкорн      | Джон Бромвич Адриан Квист       | 1-6, 3-6, 1-6             |
| 1948 | Чемпионат Австралии (2) | Колин Лонг        | Джон Бромвич Адриан Квист       | 6-1, 6-3, 6-8, 3-6, 6-8   |
| 1948 | Чемпионат Франции       | Гарри Хопман      | Леннарт Бергелин Ярослав Дробны | 6-8, 1-6, 10-12           |
| 1949 | Чемпионат США           | Джордж Уортингтон | Джон Бромвич Билл Сидуэлл       | 4-6, 0-6, 1-6             |
| 1952 | Чемпионат США (2)       | Кен Макгрегор     | Мервин Роуз Вик Сейксас         | 6-3, 8-10, 8-10, 8-6, 6-8 |

### Смешанный парный разряд (11)

#### Победы (8)
| Год  | Турнир                  | Партнёр    | Соперники в финале              | Счёт в финале   |
| ---- | ----------------------- | ---------- | ------------------------------- | --------------- |
| 1949 | Чемпионат Австралии     | Дорис Харт | Джойс Фитч Джон Бромвич         | 6-1, 6-8, 12-10 |
| 1950 | Чемпионат Австралии (2) | Дорис Харт | Джойс Фитч Эрик Стёрджесс       | 8-6, 6-4        |
| 1951 | Чемпионат Франции       | Дорис Харт | Тельма Койн-Лонг Мервин Роуз    | 7-5, 6-2        |
| 1951 | Уимблдонский турнир     | Дорис Харт | Нэнси Уинн-Болтон Мервин Роуз   | 7-5, 6-2        |
| 1951 | Чемпионат США           | Дорис Харт | Ширли Фрай-Ирвин Мервин Роуз    | 6-3, 6-2        |
| 1952 | Чемпионат Франции (2)   | Дорис Харт | Ширли Фрай-Ирвин Эрик Стёрджесс | 6-8, 6-3, 6-3   |
| 1952 | Уимблдонский турнир (2) | Дорис Харт | Тельма Койн-Лонг Энрике Мореа   | 4-6, 6-3, 6-4   |
| 1952 | Чемпионат США (2)       | Дорис Харт | Тельма Койн-Лонг Лью Хоуд       | 6-3, 7-5        |

#### Поражения (3)
| Год  | Турнир              | Партнёр    | Соперники в финале                   | Счёт в финале |
| ---- | ------------------- | ---------- | ------------------------------------ | ------------- |
| 1948 | Чемпионат Франции   | Дорис Харт | Патрисия Каннинг-Тодд Ярослав Дробны | 3-6, 6-3, 3-6 |
| 1948 | Уимблдонский турнир | Дорис Харт | Луиза Бро Джон Бромвич               | 2-6, 6-3, 3-6 |
| 1950 | Чемпионат США       | Дорис Харт | Маргарет Осборн-Дюпон Кен Макгрегор  | 4-6, 6-3, 3-6 |

## Участие в финалах турниров профессионального Большого шлема в одиночном разряде (6)
| Результат | Год  | Турнир            | Соперник в финале | Счёт в финале        |
| --------- | ---- | ----------------- | ----------------- | -------------------- |
| Победа    | 1953 | Чемпионат Уэмбли  | Панчо Гонсалес    | 6-1, 6-2, 6-2        |
| Поражение | 1954 | Чемпионат США     | Панчо Гонсалес    | 3-6, 7-9, 6-3, 2-6   |
| Поражение | 1956 | Чемпионат Уэмбли  | Панчо Гонсалес    | 6-4, 9-11, 9-11, 7-9 |
| Победа    | 1958 | Чемпионат Уэмбли  | Тони Траберт      | 6-4, 6-3, 6-4        |
| Поражение | 1959 | Чемпионат Франции | Тони Траберт      | 4-6, 4-6, 4-6        |
| Поражение | 1961 | Чемпионат США     | Панчо Гонсалес    | 3-6, 5-7             |

## Статистика участия в центральных турнирах за карьеру в одиночном разряде
| Турнир                            | 1946     | 1947     | 1948     | 1949     | 1950     | 1951     | 1952     | 1953         | 1954         | 1955         | 1956         | 1957         | 1958         | 1959         | 1960         | 1961         | 1962         | 1963         | 1964         | 1965         | 1966-69 | 1970         | 1971         | 1972         | 1973         | 1974         | 1975         | 1976         | Итого  |
| --------------------------------- | -------- | -------- | -------- | -------- | -------- | -------- | -------- | ------------ | ------------ | ------------ | ------------ | ------------ | ------------ | ------------ | ------------ | ------------ | ------------ | ------------ | ------------ | ------------ | ------- | ------------ | ------------ | ------------ | ------------ | ------------ | ------------ | ------------ | ------ |
| Большой шлем                      |          |          |          |          |          |          |          |              |              |              |              |              |              |              |              |              |              |              |              |              |         |              |              |              |              |              |              |              |        |
| (Открытый) чемпионат Австралии    | 3К       | 1К       | 1/4      | П        | П        | 1/2      | Ф        | Профессионал | Профессионал | Профессионал | Профессионал | Профессионал | Профессионал | Профессионал | Профессионал | Профессионал | Профессионал | Профессионал | Профессионал | Профессионал | НУ      | 2К           | 2К           | 3К           | 1К           | 1К           | 2К           | 2К           | 2 / 14 |
| (Открытый) чемпионат Франции      | НУ       | НУ       | 3К       | НУ       | 3К       | 1/2      | Ф        | Профессионал | Профессионал | Профессионал | Профессионал | Профессионал | Профессионал | Профессионал | Профессионал | Профессионал | Профессионал | Профессионал | Профессионал | Профессионал | НУ      | НУ           | 1К           | НУ           | НУ           | НУ           | НУ           | НУ           | 0 / 5  |
| Уимблдонский турнир               | НУ       | НУ       | 3К       | 1/4      | Ф        | 1/4      | П        | Профессионал | Профессионал | Профессионал | Профессионал | Профессионал | Профессионал | Профессионал | Профессионал | Профессионал | Профессионал | Профессионал | Профессионал | Профессионал | НУ      | НУ           | 3К           | НУ           | 1К           | НУ           | НУ           | НУ           | 1 / 7  |
| (Открытый) чемпионат США          | НУ       | НУ       | 4К       | 1/4      | 4К       | П        | П        | Профессионал | Профессионал | Профессионал | Профессионал | Профессионал | Профессионал | Профессионал | Профессионал | Профессионал | Профессионал | Профессионал | Профессионал | Профессионал | НУ      | НУ           | НУ           | НУ           | НУ           | НУ           | НУ           | НУ           | 2 / 5  |
| Профессиональный Большой шлем     |          |          |          |          |          |          |          |              |              |              |              |              |              |              |              |              |              |              |              |              |         |              |              |              |              |              |              |              |        |
| Чемпионат Франции (профессионалы) | Любитель | Любитель | Любитель | Любитель | Любитель | Любитель | Любитель | НП           | НП           | НП           | 1/2          | НП           | 1/2          | Ф            | 1/2          | НУ           | НУ           | 1/2          | 1/4          | 1/4          | НУ      | Открытая эра | Открытая эра | Открытая эра | Открытая эра | Открытая эра | Открытая эра | Открытая эра | 0 / 7  |
| Чемпионат Уэмбли                  | Любитель | Любитель | Любитель | Любитель | Любитель | Любитель | Любитель | П            | НП           | НП           | Ф            | НУ           | П            | 1/4          | 1/2          | НУ           | НУ           | 1К           | 1/2          | 1/2          | НУ      | Открытая эра | Открытая эра | Открытая эра | Открытая эра | Открытая эра | Открытая эра | Открытая эра | 2 / 8  |
| Чемпионат США (профессионалы)     | Любитель | Любитель | Любитель | Любитель | Любитель | Любитель | Любитель | НУ           | Ф            | НУ           | НУ           | НУ           | НУ           | НУ           | НУ           | Ф            | НУ           | НУ           | НУ           | 1К           | НУ      | Открытая эра | Открытая эра | Открытая эра | Открытая эра | Открытая эра | Открытая эра | Открытая эра | 0 / 3  |

## Участие в финальных матчах Кубка Дэвиса (4)

### Победы (3)
| №  | Год  | Место    | Команда                                        | Соперник в финале                     | Счёт |
| 1. | 1950 | Нью-Йорк | Австралия Д. Бромвич, К. Макгрегор, Ф. Седжмен | США Т. Браун, Г. Маллой, Т. Шрёдер    | 4-1  |
| 2. | 1951 | Сидней   | Австралия К. Макгрегор, М. Роуз, Ф. Седжмен    | США В. Сейксас, Т. Траберт, Т. Шрёдер | 3-2  |
| 3. | 1952 | Аделаида | Австралия К. Макгрегор, Ф. Седжмен             | США В. Сейксас, Т. Траберт            | 4-1  |

#### Поражение (1)
| №  | Год  | Место    | Команда                                      | Соперник в финале                                 | Счёт |
| 1. | 1949 | Нью-Йорк | Австралия Д. Бромвич, Ф. Седжмен, Б. Сидуэлл | США П. Гонсалес, Г. Маллой, Б. Талберт, Т. Шрёдер | 1-4  |